# أرشد زيباري
أرشد محمد أحمد الزيباري (ولد عام 1942 في عقرة، توفي في 16 أغسطس 2021) وزير وقائد عسكري عراقي كردي سابق وسياسي.

## حياته ودراسته
ولد أرشد أحمد الزيباري في إحدى قرى عقرة في محافظة نينوى سابقا، درس في الكلية العسكرية العراقية الأولى وتدرج إلى رتبة عقيد ركن في الجيش العراقي السابق قبل أن يصبح وزيراً للدولة

## دراسته العسكرية
- تخرج في الكلية العسكرية العراقية عام 1964.
- خريج كلية الأركان العراقية 1974.

## المناصب العسكرية والسياسية
شغل عدد كبير من المناصب العسكرية منها
- أمر قوات مغاوير الفرقة الرابعة في الستينيات والسبعينيات حيث عمل بامرة كل من اللواء خليل جاسم الدباغ والفريق سعيد حمو وعبد الرزاق السيد محمود وغيرهم من أبرز رجالات الجيش العراقي في حرب كردستان العراق 1961 - 1970 وحرب كردستان العراق 1974 - 1975.
- وكيل أمر لواء مشاة الي.
- ملحق عسكري في يوغسلافيا لمدة سنتين.
- محافظ السليمانية لمدة 3 سنوات الأعوام 1977-1980.
- وزير للدولة 1980-2003.
- تفرغ للعمل السياسي بعد عام 2003 وأسس حزب الحرية والعدالة العراقي.

## وفاته
تُوفي في 16 أغسطس 2021 عن عمرٍ ناهز 79 عامًا.